# Shadow DN1
O DN1 é o modelo da Shadow da temporada de 1974 da F1. 
Foi guiado por George Follmer, Graham Hill, Jean-Pierre Jarier, Jackie Oliver e Brian Redman.